# Henry Chapman Mercer
Henry Chapman Mercer (Doylestown, 24 giugno 1856 – Doylestown, 9 marzo 1930) è stato un archeologo, collezionista d'arte, piastrellista statunitense e progettista di tre strutture distintive in calcestruzzo colato: Fonthill, la sua casa, la Moravian Pottery e Tile Works e il Mercer Museum.

## Biografia

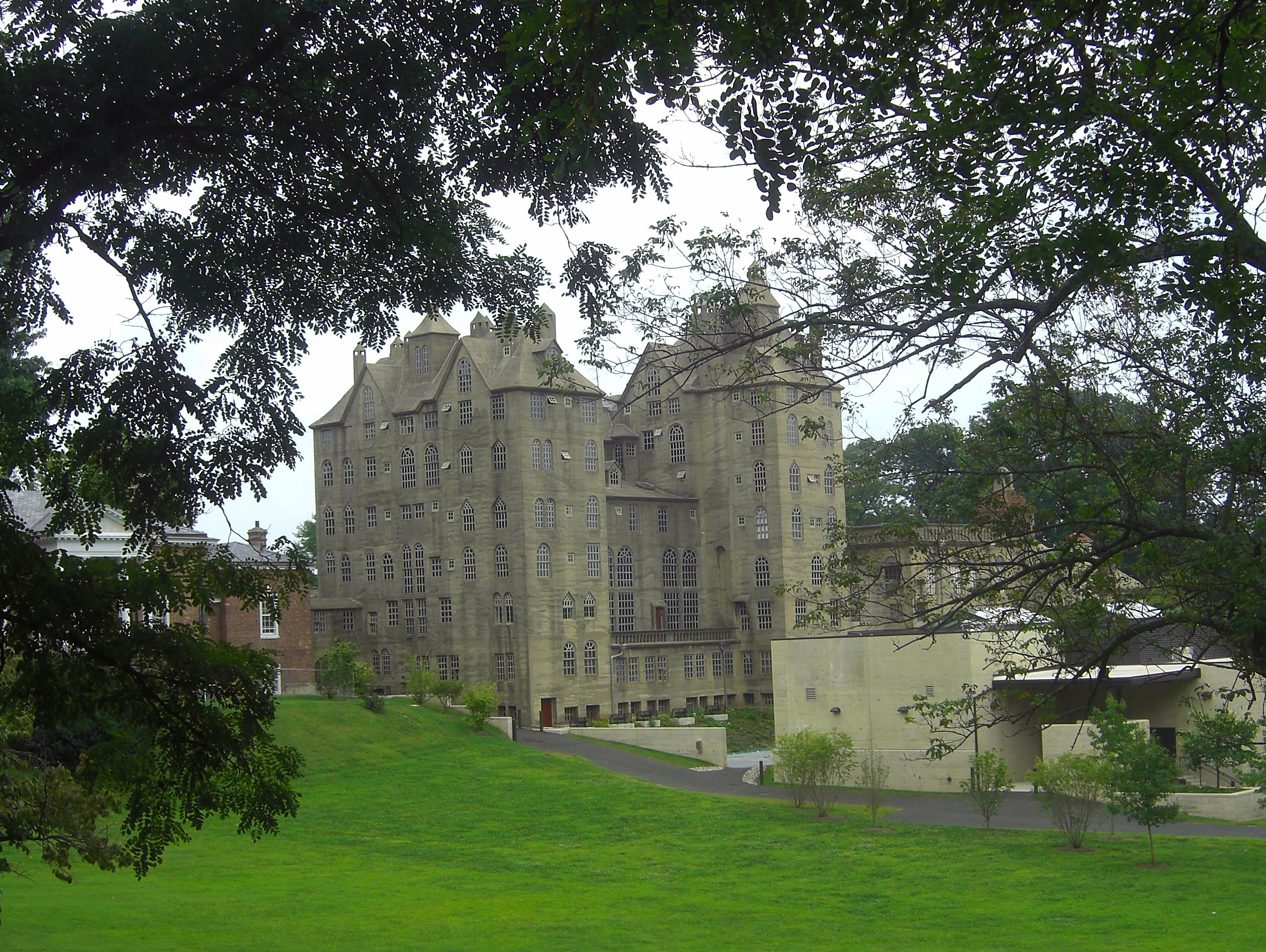
Il Mercer Museum di Doylestown, Pennsylvania

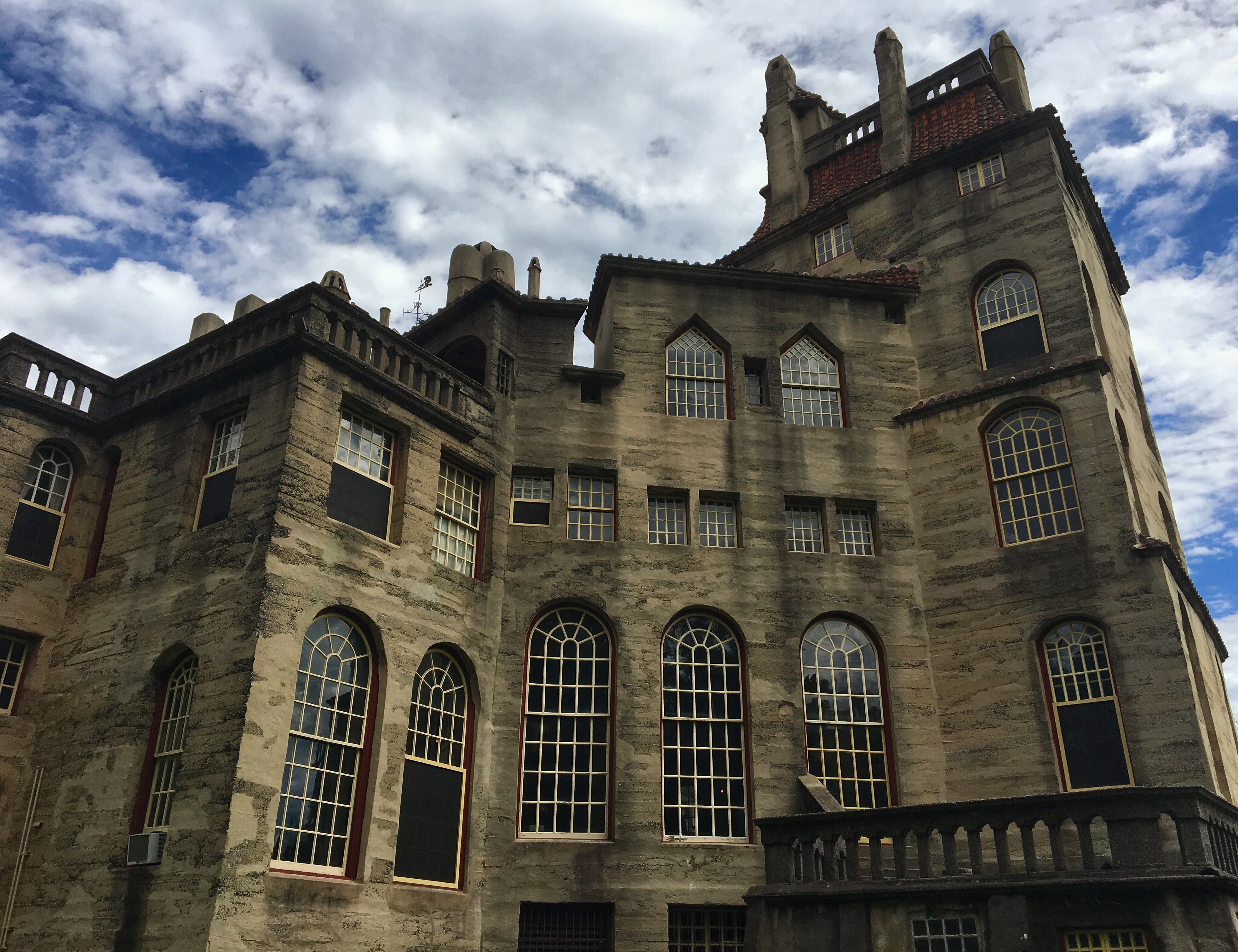
[https://upload.wikimedia.org/wikipedia/commons/0/00/Fonthill_Castle_Western_View.jpg Fonthill Castle

Henry Mercer nacque a Doylestown, Pennsylvania, il 24 giugno 1856. Viaggiò per la prima volta in Europa nel 1870. Frequentò l'Università di Harvard tra il 1875 e il 1879, ottenendo una laurea in arti liberali. Continuò a studiare legge presso la Università della Pennsylvania Law School tra il 1880 e il 1881 e studiò legge con lo studio di Freedley e Hollingsworth. Lo stesso anno in cui iniziò a studiare all'Università della Pennsylvania, divenne membro fondatore della Bucks County Historical Society.
Mercer però non praticò mai legge; fu ammesso al Philadelphia County Bar il 9 novembre 1881, ma partì per l'Europa lo stesso mese. Dal 1881 al 1889 viaggiò molto attraverso la Francia e la Germania.
Il Museo di archeologia e antropologia dell'Università della Pennsylvania nominò Mercer Curatore dell'Archeologia Americana e Preistorica all'inizio degli anni 1890. Lasciando la sua posizione presso il Museo alla fine del 1890, Mercer si dedicò alla ricerca di vecchi manufatti americani e alla conoscenza della ceramica tedesca. Mercer credeva che la società americana fosse stata distrutta dall'industrialismo; questa convinzione ispirò la sua ricerca di manufatti americani. Mercer fondò "Moravian Pottery and Tile Works" nel 1898 dopo essere stato apprendista presso un vasaio tedesco della Pennsylvania. Fu anche influenzato dall'American Arts and Crafts Movement.
Mercer è molto conosciuto per le sue ricerche e libri sulla costruzione di utensili antichi, le sue creazioni di piastrelle di ceramica e la sua ingegneria e architettura. Era tra i paleontologi che hanno indagato su Port Kennedy Bone Cave. Ha scritto moltissimo sui suoi interessi, che comprendevano l'archeologia, la prima costruzione di utensili, i piatti da stufa tedeschi e la ceramica. Ha anche pubblicato una raccolta di racconti sul soprannaturale, November Night Tales nel 1928. Assemblò la collezione dei primi strumenti americani ora ospitata nel Mercer Museum. Le piastrelle di Mercer sono utilizzate nel pavimento del Campidoglio della Pennsylvania Building a Harrisburg, Pennsylvania e in molti altri edifici e case degni di nota. Nel Pennsylvania State Capitol, Mercer ha creato una serie di immagini a mosaico per il pavimento dell'edificio. La serie di quattrocento mosaici ripercorre la storia del Commonwealth della Pennsylvania dalla preistoria ed è la più grande collezione singola di piastrelle di Mercer. Altre collezioni di piastrelle di Mercer si trovano a Kykuit, la tenuta Rockefeller a Pocantico Hills, New York; nel Teatro cinese di Grauman a Hollywood, California; nel Casinò di Monte Carlo a Monaco e nella Biblioteca Pubblica di St. Louis.
Mercer era un schietto oppositore del commercio di pennacchi.
Henry Ford affermò che il museo Mercer era l'unico museo che valesse la pena visitare negli Stati Uniti, e il Museo Mercer era apparentemente l'ispirazione di Henry Ford per il suo museo, The Henry Ford, situato a Dearborn (Michigan). Il Mercer Museum ospita oltre quarantamila manufatti della prima società americana. Mercer morì il 9 marzo 1930 a Fonthill, la casa che progettò e costruì in cemento armato nel 1908-1912.

La Bucks County Historical Society ora possiede Fonthill, che è aperta al pubblico e il Mercer Museum. Il Moravian Pottery and Tile Works è di proprietà del Dipartimento dei parchi e delle attività ricreative della Contea di Bucks ed è gestito come museo di storia del lavoro da "The TileWorks of Bucks County", un'organizzazione senza scopo di lucro. Questi tre edifici costituiscono "il Mercer Mile". Tutti e tre gli edifici sono stati progettati e costruiti da Henry Mercer nella prima parte del XX secolo.

## Pubblicazioni
- The Lenape Stone, or the Indian and the Mammoth (1885)
- The Hill-Caves of Yucatan (1895)
- The Antiquity of Man in the Delaware Valley and the Eastern United States (1897)
- Guidebook to the Tiled Pavement in the Pennsylvania State Capitol (1908)
- The Bible in Iron (1914)
- November Night Tales (1928)
- Ancient Carpenters' Tools (1929)

## Galleria d'immagini

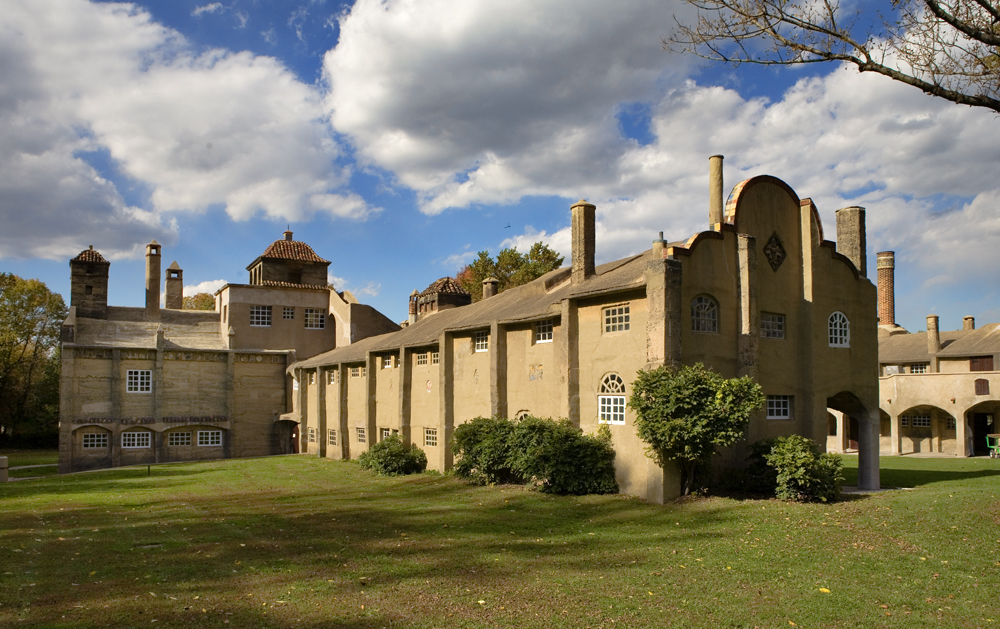
Ceramiche morave e lavori di piastrelle, Doylestown, Pennsylvania.
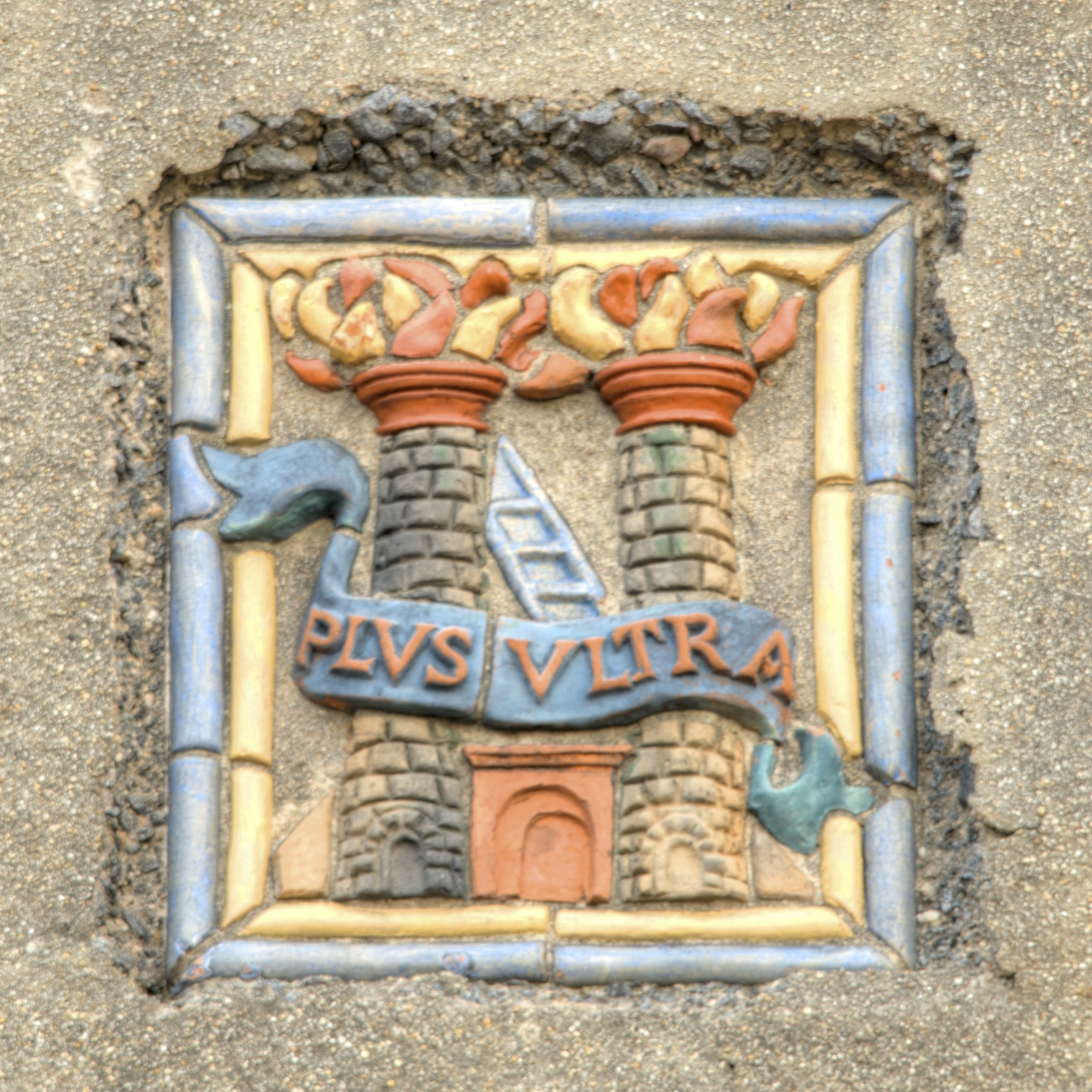
Piastrella sulla parete delle ceramiche e delle piastrelle della Moravia
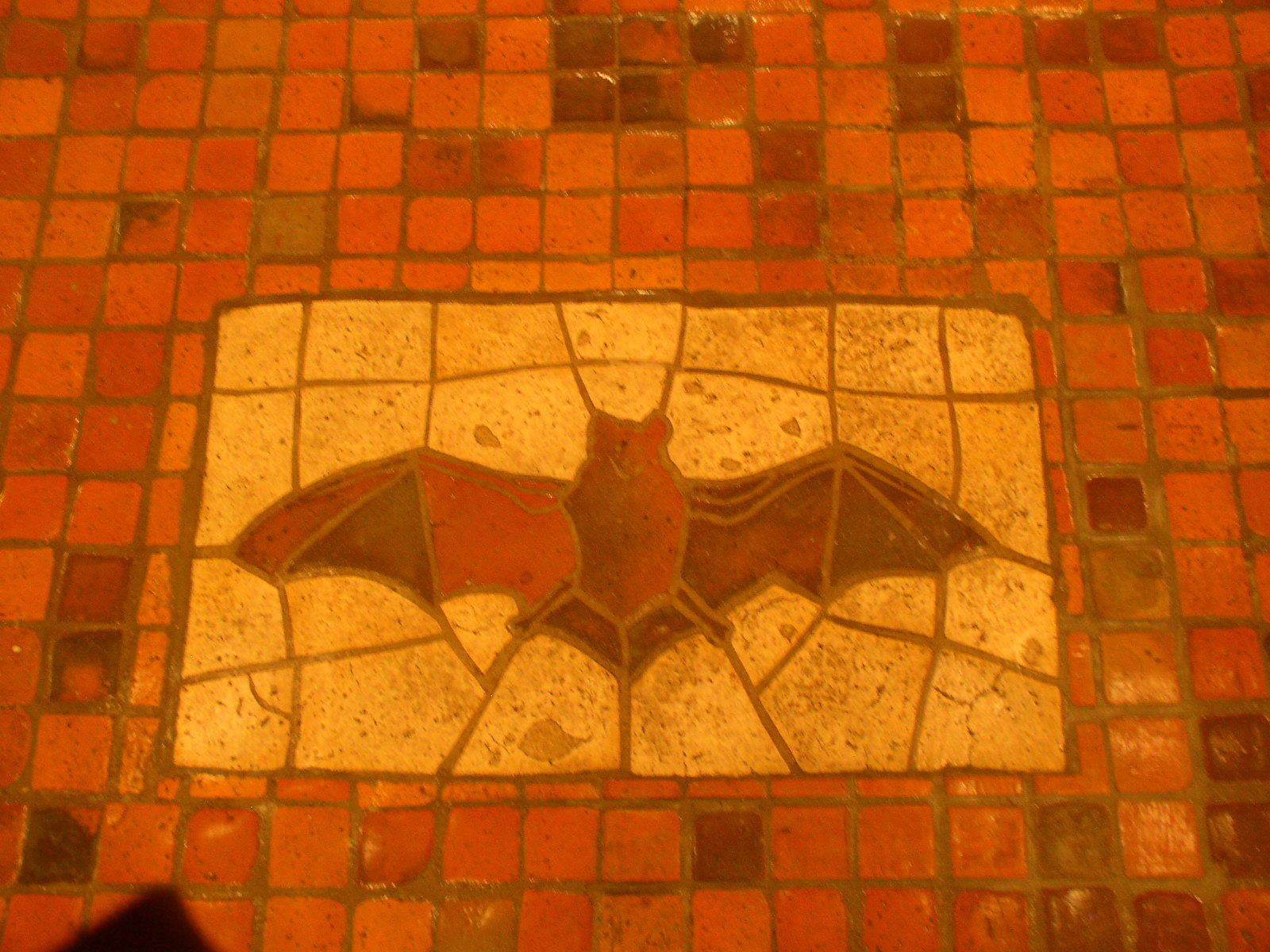
Mosaico di pipistrelli (1902–06), Rotunda, Pennsylvania State Capitol, Harrisburg, Pennsylvania.
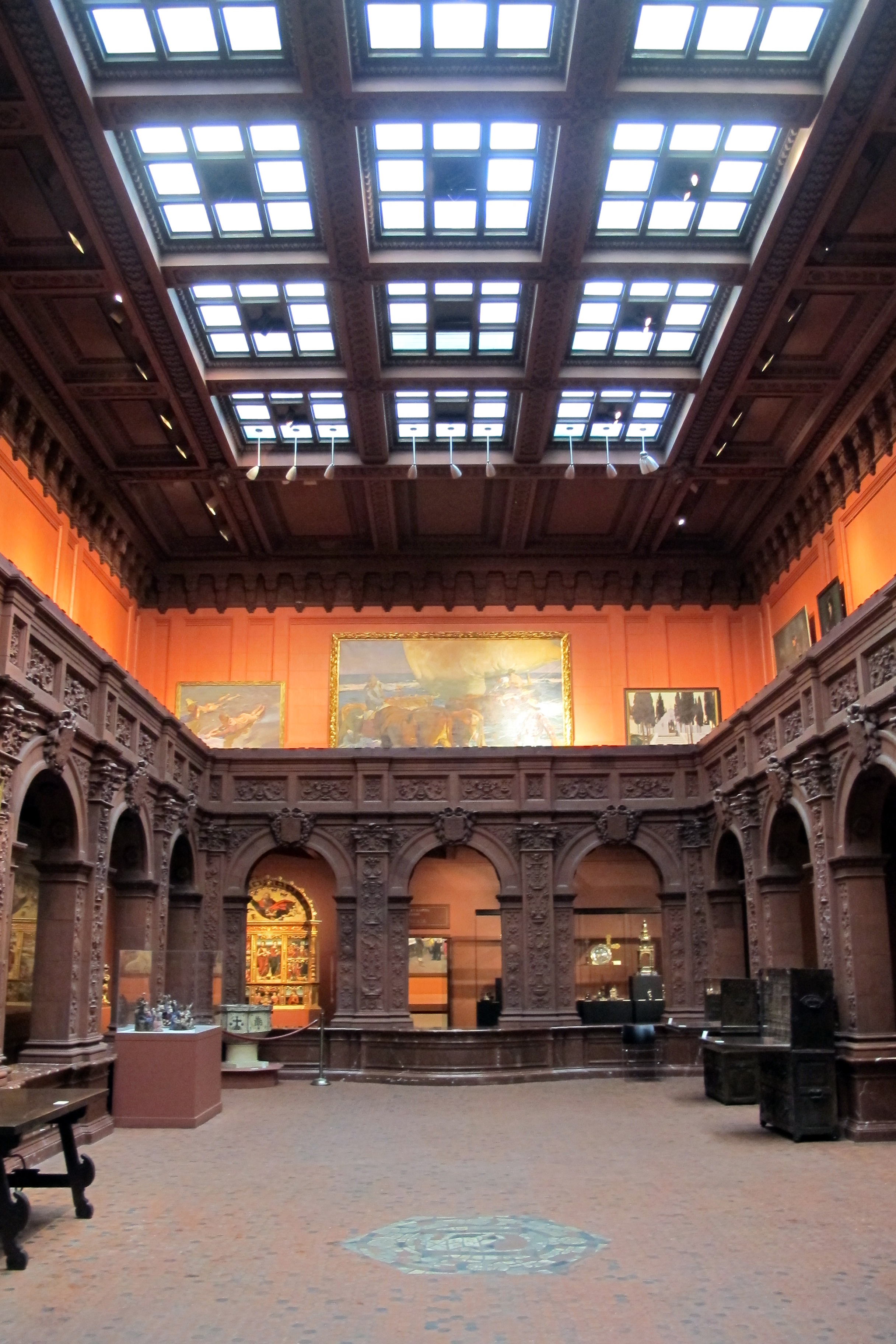
Corte Grande, (1904–08), Hispanic Society of America, New York City.
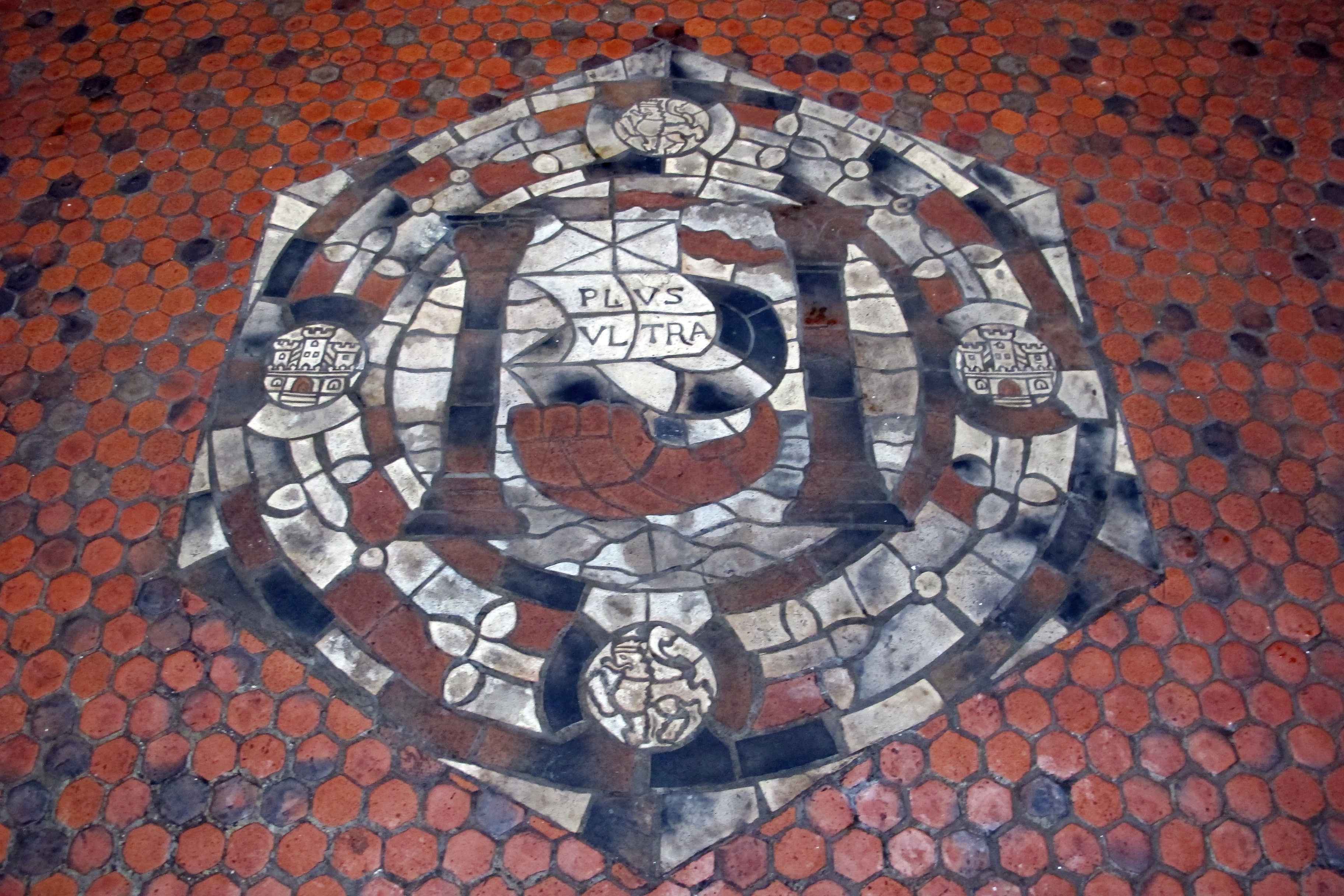
Mosaico centrale (1904–08), Corte Grande, Hispanic Society of America, New York City.
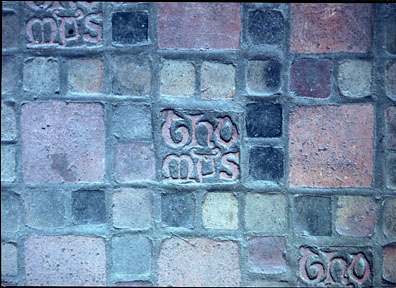
Mosaico del vestibolo (1908), Bryn Mawr College Deanery, Bryn Mawr, Pennsylvania.
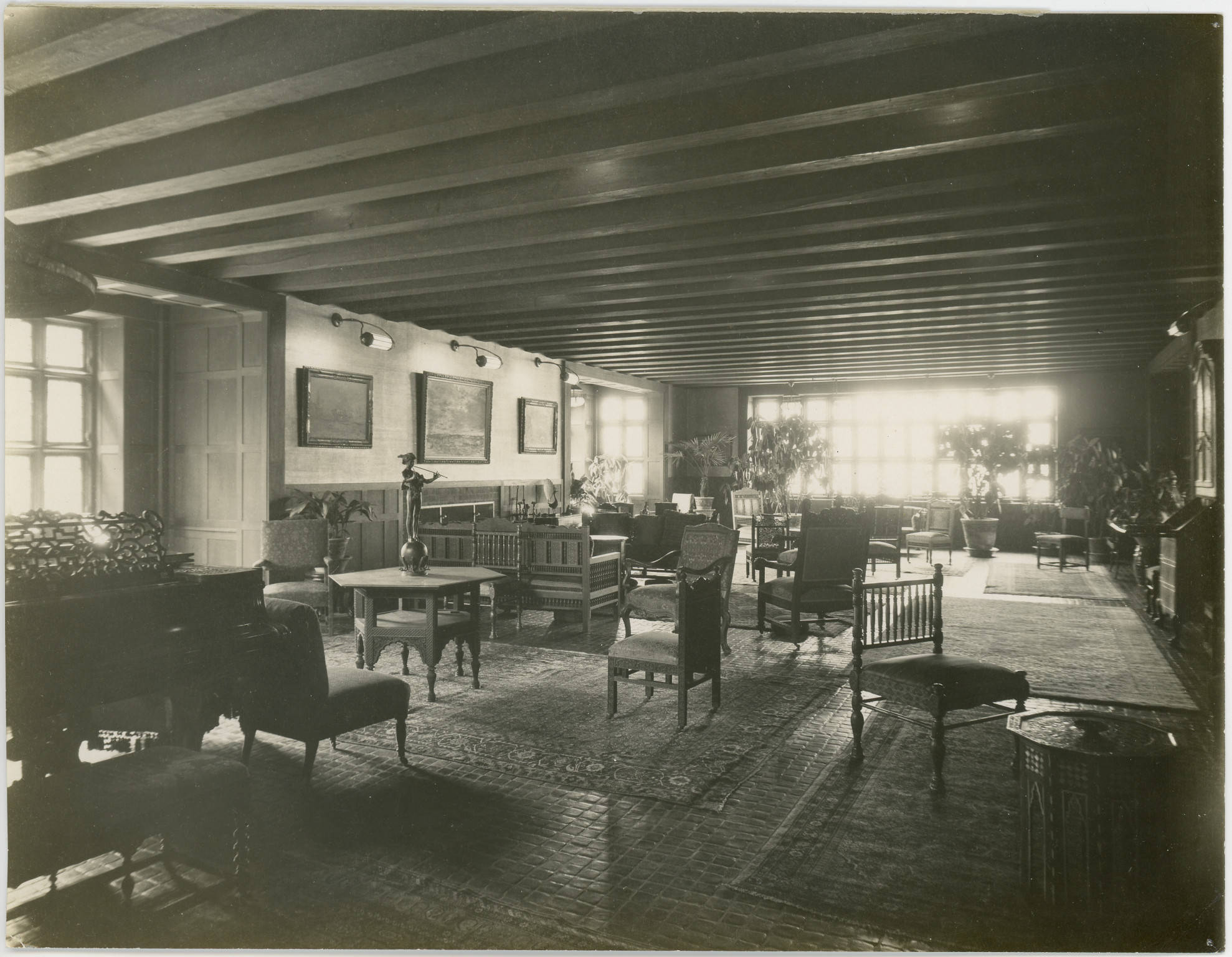
Dorothy Vernon Room (1908, demolita nel 1968), Bryn Mawr College Deanery, Bryn Mawr, Pennsylvania, Lockwood de Forest, progettista.
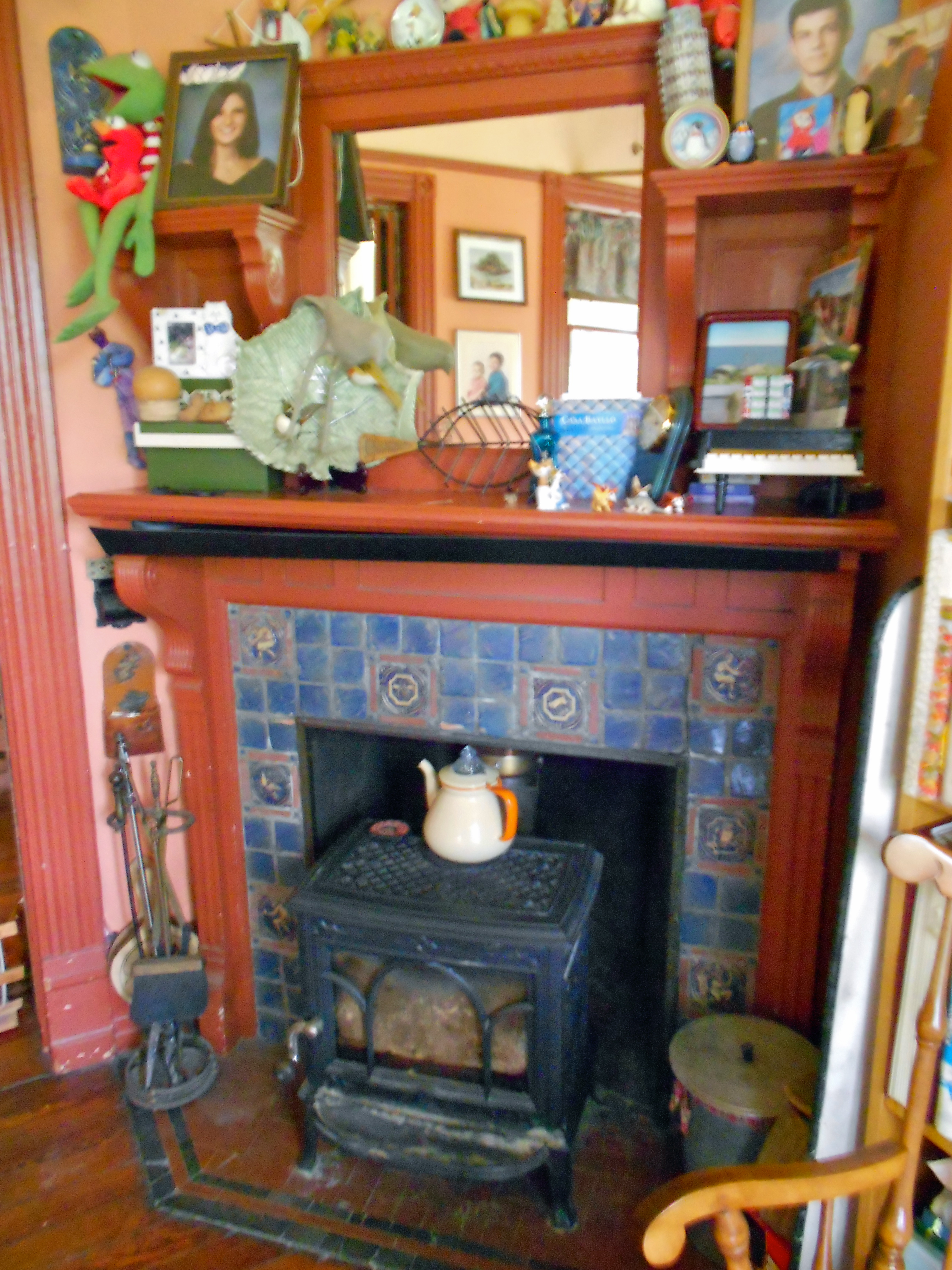
Rivestimento del camino (1920 circa), Idlewild, Media, Pennsylvania.
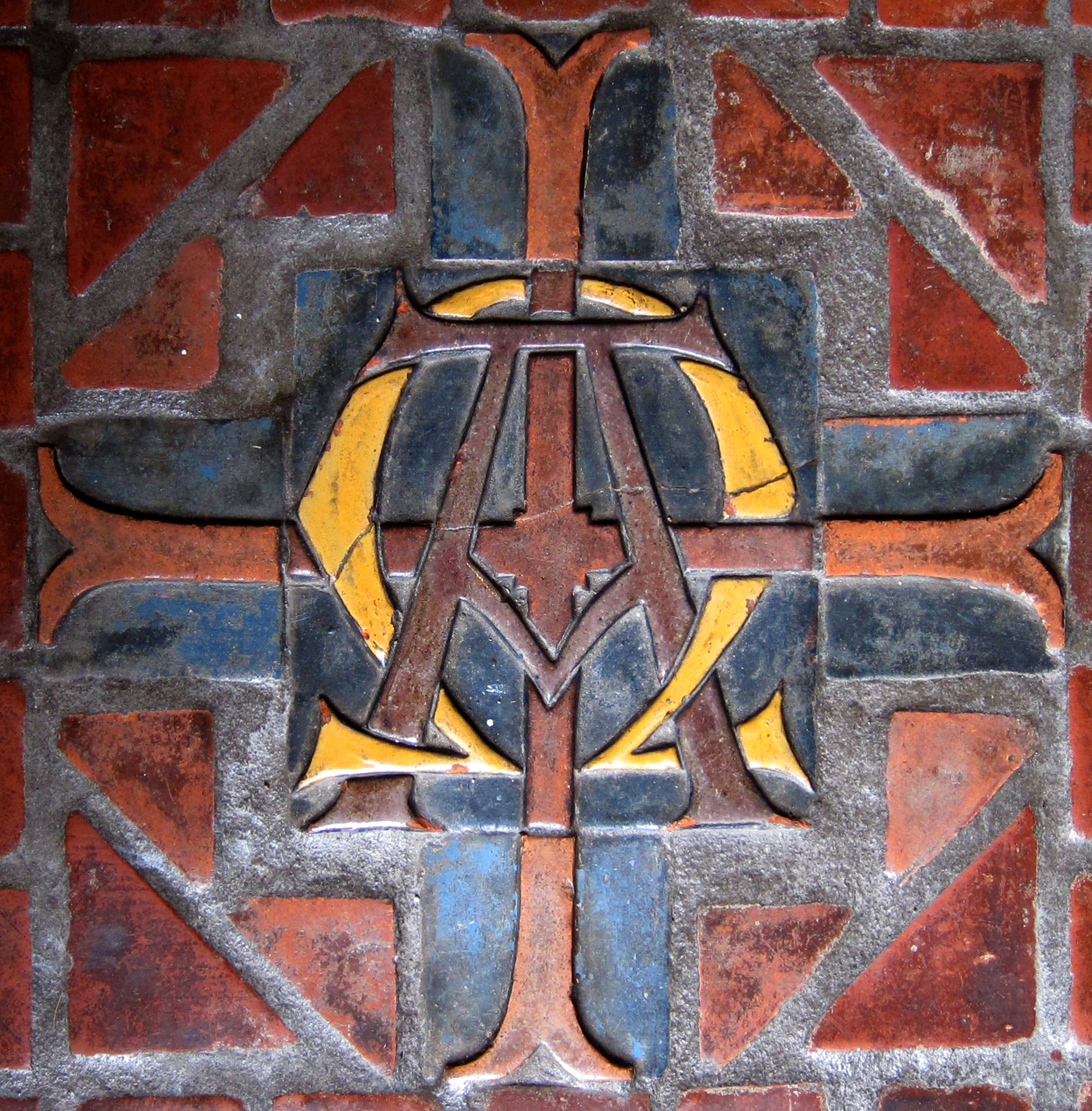
Mosaico Alfa e Omega (1925 circa), Nartece, Chiesa di San Giacomo il Maggiore, Bristol, Pennsylvania.
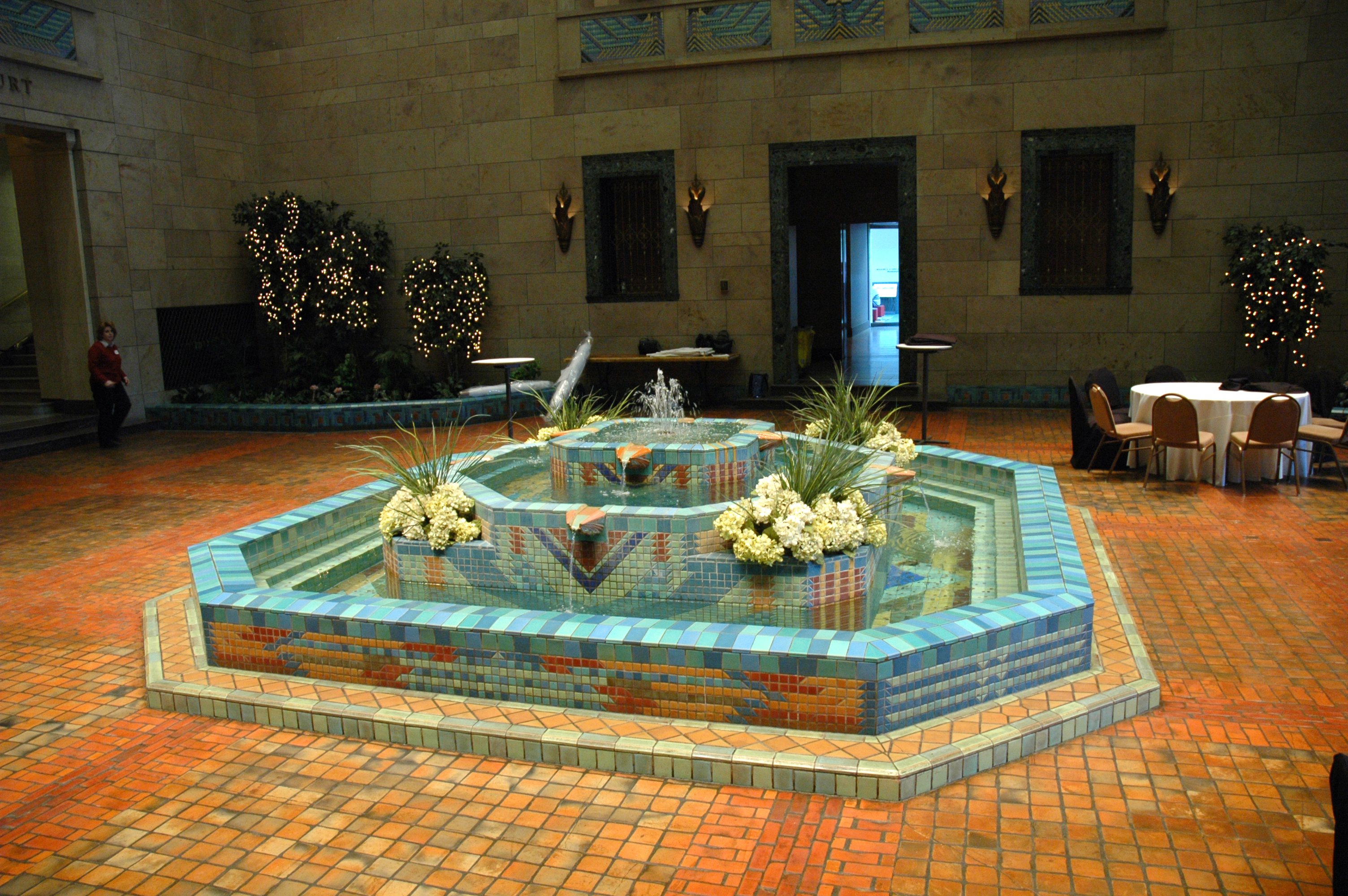
Fountain Court, Museo d'arte Joslyn (1931), Omaha, Nebraska.